# Demokracja socjalistyczna
Demokracja socjalistyczna (ros. социалистическая демократия) – typ demokracji, który rozwija się z proletariackiej demokracji okresu przejściowego od kapitalizmu do socjalizmu.

## Przekształcenie się państwa dyktatury proletariatu w ogólnonarodowe państwo socjalistyczne
Po rewolucji socjalistycznej powstaje demokracja proletariacka, która istnieje w całym okresie przechodzenia od kapitalizmu do socjalizmu. Całkowite i ostateczne zwycięstwo socjalizmu, utworzenie społeczeństwa klas pracujących i likwidacja wyzysku człowieka przez człowieka znamionuje w politycznym życiu społeczeństwa przerastanie państwa dyktatury proletariatu w ogólnonarodowe państwo socjalistyczne, a demokracji proletariackiej — w ogólnonarodową demokrację socjalistyczną. Ponieważ klasa robotnicza jest najbardziej przodującą, zorganizowaną siłą społeczeństwa radzieckiego, realizuje ona swoją rolę kierowniczą również w okresie rozwiniętego budownictwa komunistycznego.
Według ideologów radzieckich tylko socjalizm stwarza konieczne warunki ekonomiczne, społeczne i polityczne dla pełnego rozwoju demokracji.

W społeczeństwie kapitalistycznym mamy demokrację okrojoną, nędzną, fałszywą, demokrację tylko dla bogaczy, dla mniejszości.

Ograniczony charakter demokracji burżuazyjnej szczególnie wyraźnie przejawił się w epoce imperializmu, a tym bardziej w okresie dalszego zaostrzenia się jego ogólnego kryzysu. W warunkach socjalizmu demokracja nabrała nowego sensu, ponieważ zasięgiem swym objęła całe społeczeństwo, dzięki czemu stała się demokracją rzeczywiście ogólnonarodową. Jedną z charakterystycznych form przejawiania się demokracji socjalistycznej jest coraz szerszy i bezpośredni udział narodu w decydowaniu o doniosłych zagadnieniach państwowych. Wszystkie waźniejsze projekty ustaw są najpierw oceniane w dyskusji ogólnonarodowej.

## Obumieranie demokracji
Lenin uważał, że w procesie rozwoju państwa socjalistycznego demokracja obumrze wraz z obumieraniem państwa, ponieważ w każdym przypadku ma ona charakter polityczny, jest związana z państwem, opiera się na nim i je wykorzystuje. W ustroju komunistycznym zniknie ta cecha demokracji.

W rzeczy samej proces obumierania państwa dokonuje się w drodze rozwoju i pogłębiania demokracji socjalistycznej, podnoszenia świadomości społecznej, dyscypliny i odpowiedzialności mas oraz wzrostu ich udziału w życiu publicznym; poprzez rozwój instytucji przedstawicielskich, różnych form samorządu społecznego i kontroli społecznej nad aparatem urzędniczym we wszystkich dziedzinach; w walce z biurokratyzmem, z oderwaniem aparatu administracyjnego od mas pracujących. Jest to zarazem proces swoistego umocnienia państwa i jego zespolenia ze społeczeństwem. Zakłada on też przestrzeganie zasad praworządności zarówno przez przedstawicieli władzy, jak i przez obywateli.

## Pojęcie demokracji socjalistycznej w oficjalnej doktrynie politycznej PRL
Według Zygmunta Rybickiego i Andrzeja Werblana:

Demokracja socjalistyczna wiąże się nierozerwalnie z takimi zasadami, jak centralizm demokratyczny oraz system planowania i mieścić się musi w ramach założeń ustrojowych państwa socjalistycznego, którego funkcje wynikają zarówno z zadań wewnętrznych, jak i warunków międzynarodowych.

W demokracji socjalistycznej nie ma miejsca dla pluralizmu politycznego:

W ramach ustroju socjalistycznego nie istnieją obiektywne klasowe podstawy, a także potrzeby pluralistycznej instytucjonalizacji różnic i platform politycznych. Jest natomiast potrzeba i są warunki dla rzeczywistej dyskusji nad problemami społecznymi i metodami ich rozwiązywania, dyskusji zmierzającej do wypracowywania optymalnych programów i decyzji oraz do osiągania na tej podstawie możliwie szerokiego zakresu jednomyślności w decydowaniu i działaniu. W ramach socjalistycznego systemu politycznego – którego ośrodkiem i siłą motoryczną jest partia klasy robotniczej – powstają warunki do rozwoju demokracji pośredniej i bezpośredniej, do żywego i bogatego życia politycznego.

 Oznacza to w praktyce, że ma funkcjonować tylko jedna partia polityczna, a dyskusja i krytyka mają się rozgrywać albo wewnątrz niej albo pochodzić od organizacji społecznych, zawodowych, młodzieżowych, związków zawodowych.
Krytyka władzy i dyskusja jest możliwa, jednak w ramach zakreślonych przez system (w ramach akceptacji socjalistycznej drogi rozwojowej); atak na jego instytucje, odwołanie do obcych ideologicznie sił politycznych, szerzenie dezinformacji i nieprawdziwych ocen są identyfikowane jako działania antysocjalistyczne i ostro zwalczane.
Partia robotnicza, zwykle określana po prostu jako partia, kieruje się zasadą określaną jako partyjne kierownictwo aparatem państwowym:

Chodzi o to, aby partia, rozumiana nie tylko jako jej kierownicze instancje, wywierała faktyczny wpływ na rozstrzyganie węzłowych zagadnień występujących w różnych ogniwach władzy i administracji państwowej....

 Partia kieruje całą działalnością państwa. Sprawuje kontrolę nad działalnością jego organów i osób spełniających odpowiedzialne funkcje w aparacie państwowym.
W gospodarce stosowana jest gospodarka planowa, w przeciwieństwie do gospodarki rynkowej panującej w państwach kapitalistycznych.
Na szczeblu lokalnym ogniwa terenowe partii współpracują z radami narodowymi oraz z organami władzy i administracji w terenie na podobnych zasadach jak na szczeblu centralnym. Rady narodowe współpracują ze znajdującymi się na ich terenie przedsiębiorstwami państwowymi.